# ناگور (بازیکن فوتبال)
ناگور (انگلیسی: Nagore؛ زادهٔ ۲۷ دسامبر ۱۹۸۰) بازیکن فوتبال اهل اسپانیا است.
از باشگاه‌هایی که در آن بازی کرده‌است می‌توان به باشگاه فوتبال اتلتیکو مادرید، باشگاه فوتبال اوئسکا، باشگاه فوتبال ژیرونا، باشگاه فوتبال لوانته، و باشگاه فوتبال آلکورکون اشاره کرد.